# Saudade
薩烏達德，是葡萄牙语和加里西亞語中的一个词汇，这种深度情感状态表达了一种因关心或喜爱的某事或某人的失去而产生的怀旧或极度忧郁的渴望。此外这种情感经常带有一种被压抑的认知，就是被渴望的对象也许永远不会回来。这种情感是回忆曾经带来过兴奋、愉悦及幸福感的感觉、经历、地点或事件。但是它承认对过去的渴望会减损对将来所体验到的兴奋感。萨乌达德同时描述高兴和忧伤，有点像“苦涩的甘甜”。

## 详情
A·F·G·贝尔在1912年出版的《在葡萄牙》（In Portugal）一书中写道：
著名的词语saudade在葡萄牙语中是对于不存在或曾经存在的事物的一种模糊的和持续不断的愿望，对过去或未来都不一定存在的事物，但并不是对于现状的不满或强烈的痛苦悲伤，而更像是在懒散做白日梦。
Saudade与nostalgia不同；nostalgia(这个词在葡萄牙语中也存在)这个词是痛苦与悲伤的混合体，快乐的回忆但不可能回到过去，只能单独存在于过去。Saudade像是nostalgia但又因有可能的归来富有希望，甚至即使归来希望渺茫或是在距离很远的未来、几乎对当现情况不会造成任何后果。一个人可以使用nostalgia来模拟一种对死去的爱人强烈的感觉，saudade则是一种对消失的爱人单纯的思念，即使这个人仅仅现在不在场。Nostalgia定位于过去并且有遵奉习俗的感觉，而saudade是个非常当现的，痛苦焦虑并扩展到未来的词。
例如，葡萄牙语词组"Tenho saudades de você" (字面意思为“我對你有些'saudade'”)和“Eu sinto sua falta” (“我感觉到你的不在”)都会被翻译为“我想你” — “falta”和“saudade”被翻译为“思念”。这两个词组在葡萄牙语中带有很不相同的感情。第一句话永远不能当面告诉对方，但第二句可以。又例如，第一句可以给离别时间为任意的人说，可以打电话时说或通过信件表达；已经离婚的人或是伙伴不常在家的人可以使用第二句词组，并且可以当面说。
有些人说"saudade" 的终极表现形式是某人对下落不明的人或物尤其是以下事物与情境的感受:
- 古老的格言警句
- 失去的爱人
- 一个人被养育成人的遥远的地方
- 悲伤地失去爱人
- 爱人已经逝世
- 某人对于曾经拥有但已厌倦了的事物的感觉或受到的刺激
- 一个人的青年时光

虽然它涉及到忧郁的感情和美好的回忆的物/人/日子的流逝，它可以是一种悲伤袭来加上一种矛盾的喜悦，来自于听天由命并希望弥补或替代失去的东西的空缺来提供安慰感。
对于“saudade”的最好描述之一由Chico Buarque de Hollanda在他的歌曲"Pedaço de mim,"中提及，当他唱道. "saudade é arrumar o quarto do filho que já morreu."可以被粗糙地翻译为"saudade是整洁干净已过世的儿子的卧室"（所引起的感受）

## “Saudade”与爱
尽管只有葡萄牙语中使用这个词，“saudade”是人类涉及爱的一种共通感觉。它常常发生在两个相爱但不在一起的人身上。Saudade发生当我们认为一个我们爱的人身上，并且我们对想念这个人而产生的感觉感到快乐。但他/她无法触及的事实使我们悲伤并且刺痛我们的心灵。这种痛苦而混合的感觉就被称为“saudade”。它也被用来指一个人对不在一起的人(们)的爱与感受，例如他的姐妹、父亲、祖父母与朋友；也可以引申为对于一个人想念地点或宠物,童年时做过的事或者其他过去的活动。把“saudade”区分的原因是它可以指任何个人的事情或引起心理活动的事物。它也可以描述暗恋的感觉他/她永远不曾真正拥有，但希望拥有，不论是否是徒劳的希望。

## 腳註
1. ↑  各地读音：葡萄牙語發音：[sɐwˈðaðɨ]，葡萄牙語發音：[sawˈdadi] 或 [sawˈdadʒi]，加利西亞語：[sawˈðaðɪ]。复数为：。